# The Gift (2015)
The Gift is een psychologische thriller uit 2015 geschreven en geregisseerd door Joel Edgerton. De film is een samenwerking van de Amerikaanse en Australische productiemaatschappijn STX Entertainment, Blumhouse Productions, H. Brothers, Blue-Tongue Films en Ahimsa Films. De film kreeg voornamelijk goede kritieken.

## Verhaal
Simon Callem en zijn vrouw Robyn verhuisden van Chicago naar zijn thuisstad Los Angeles. In een winkel ontmoeten ze Gordon Mosley. Gordon en Simon zaten op middelbare school in dezelfde klas. Gordon haalt herinneringen op van zaken die Simon door zijn overtuigingskracht kon verwezenlijken.
Gordon bezoekt Simon en Robyn regelmatig en geeft hen geschenken: wijn, koi's, kaartjes… Simon vertrouwt Gordon niet. Zijn bijnaam was destijds “Weird Gordo”. Robyn aanziet Gordon als een onschuldige, vereenzaamde man.
Gordon nodigt de twee uit in zijn riante herenhuis, maar hij moet even naar kantoor omwille van een dringendheid. In die tijd doorzoekt Simon het huis en vindt vrouwen- en kinderkledij. Gordon keert terug. Hij zegt dat zijn vrouw hem enkele dagen geleden heeft verlaten en de kinderen heeft meegenomen. Simon zegt Gordon dat ze niets meer met hem te willen maken hebben. De volgende dag zijn de koi's dood en de hond is verdwenen. Simon rijdt naar het herenhuis, maar Gordon blijkt er niet te wonen.
Robyn voelt zich niet meer veilig en begint medicijnen te slikken, iets waaraan ze verslaafd was. Ze hoort geluiden en denkt dat ze wordt bespied. Gordon stuurt een brief met verontschuldigen voor de leugen betreffende zijn eigendom. De brief bevat een paragraaf "dat hij het verleden wil laten rusten en hij geen oude koeien uit de sloot wil halen." Simon weet niet waarnaar Gordon refereert. Niet veel later valt Robyn flauw op de vloer. Simon overtuigt haar te stoppen met de medicijnen omdat deze paranoia veroorzaken.
Robyn ontdekt dat Gordon destijds zwaar gepest werd door onder andere Simon en zijn makker Greg. Ze startten het gerucht dat Gordon homoseksueel zou zijn nadat ze hem enkel opmerkten in een auto met een andere jongen.  Gordon werd door zijn homofobe vader in brand gestoken - een poging die mislukte - en belandde in de gevangenis. Robyn zoekt Greg op die het verhaal bevestigt, maar ook zegt dat hij het niet recht kon zetten: "alles wat Simon vertelt, wordt door iedereen als waarheid beschouwd". Simon zoekt Gordon nogmaals op en dit ontaardt in een gevecht.
Simon is gepromoveerd en geeft een feestje. Dat wordt abrupt onderbroken door Danny McDonald die ook in aanmerking kwam voor de functie. Danny achterhaalde dat Simon hun directeurs allerlei leugens vertelde over Danny's verleden. Die leugens hebben tot gevolg dat Simon de functie kreeg en dat hijzelf werd ontslagen.  Simon wordt omwille van "die nieuwe waarheid" op staande voet ontslagen.
Robyn bevalt in het ziekenhuis van een baby. Simon vindt aan zijn huis een grote doos. Deze bevat een kinderstoel en nog drie andere kleine pakjes afkomstig van Gordon. Het eerste bevat de sleutel van hun huis. Het tweede bevat een cd met opnames van het gesprek dat Simon en Robyn hadden op de avond dat ze bij hem uitgenodigd waren in de tijdspanne dat Gordon "dringend weg moest". Het derde pakje bevat een dvd met filmopnames waarin duidelijk wordt dat Gordon het drinkwater van Robyn vergiftigde. Daarop viel Robyn flauw en vervolgens geeft een gemaskerde Gordon de assumptie Robyn te verkrachten. Ondertussen bezoekt een zwaar gehavende Gordon - met onder andere een armbrace - Robyn in het ziekenhuis. Robyn vraagt hem hoe hij aan zijn verwondingen komt.
Simon keert terug naar het ziekenhuis, maar Robyn wil hem niet meer zien daar ze de ware aard van hem heeft achterhaald. Daarop krijgt Simon telefoon van Gordon: Gordon heeft wraak genomen door dezelfde tactiek te gebruiken als Simon “door leugens als waarheid te verspreiden”. Hij is vaag over het feit of hij Robyn heeft verkracht en over wie de biologische vader is. Gordon verlaat het ziekenhuis waarbij hij zijn armbrace wegsmijt en het duidelijk wordt dat zijn verwondingen gedeeltelijk in scène werden gezet.

## Rolverdeling
| Acteur             | Personage         |
| ------------------ | ----------------- |
| Jason Bateman      | Simon             |
| Rebecca Hall       | Robyn             |
| Joel Edgerton      | Gordo             |
| Tim Griffin        | Kevin "KK" Keelor |
| Allison Tolman     | Lucy              |
| Katie Aselton      | Joan              |
| Wendell Pierce     | detective Mills   |
| Beau Knapp         | detective Walker  |
| Adam Lazarre-White | Ron               |
| David Denman       | Greg              |
| P.J. Byrne         | Danny McDonald    |
| Busy Philipps      | Duffy             |

## Prijzen en nominaties
| Award                                 | Categorie                                                             | Ontvanger     | Resultaat   | Ref(s) |
| ------------------------------------- | --------------------------------------------------------------------- | ------------- | ----------- | ------ |
| Saturn Awards                         | Best Thriller Film                                                    |               | Genomineerd | [ 10 ] |
| Filmfestival van Sitges               | Best Actor                                                            | Joel Edgerton | Gewonnen    | [ 11 ] |
| Directors Guild of America Award      | Outstanding Directorial Achievement in First-Time Feature Film        | Joel Edgerton | Genomineerd | [ 12 ] |
| Empire Award                          | Best Thriller                                                         |               | Genomineerd | [ 13 ] |
| Golden Trailer Award                  | Best Thriller                                                         |               | Genomineerd |        |
| Fangoria Chainsaw Awards              | Best Supporting Actor                                                 | Joel Edgerton | Gewonnen    | [ 14 ] |
| Fangoria Chainsaw Awards              | Best Wide-Release Film                                                |               | Genomineerd | [ 14 ] |
| Fangoria Chainsaw Awards              | Best Screenplay                                                       | Joel Edgerton | Genomineerd | [ 14 ] |
| Central Ohio Film Critics Association | Breakthrough Film Artist (for producing, directing and screenwriting) | Joel Edgerton | Genomineerd | [ 15 ] |
| Central Ohio Film Critics Association | Best Overlooked Film                                                  |               | Runner-up   | [ 16 ] |
| IGN Summer Movie Awards               | Best Horror Movie                                                     |               | Genomineerd | [ 17 ] |
| BloodGuts UK Horror Awards            | Best Film                                                             |               | Genomineerd |        |
| Online Film & Television Association  | Best Feature Debut                                                    | Joel Edgerton | Genomineerd | [ 18 ] |
| Golden Schmoes Awards                 | Most Underrated Movie of the Year                                     |               | Genomineerd | [ 19 ] |